# Heinrich Meibom den yngre
Heinrich Meibom (født 29. juni 1638 i Lübeck, død 26. marts 1700 i Helmstedt) var en tysk anatom, sønnesøn af Heinrich Meibom den ældre.
Meibom tog doktorgraden 1663 i Angers og blev 1664 professor i medicin i Helmstedt, hvor han fra 1678 tillige var professor i historie og digtekunst. Som anatom er han kendt for sine undersøgelser af karsystemet. Hans navn er knyttet til foramen caecum på tungen og til glandulæ tarsales, nogle kirtler i øjelågene, som han beskrev i De vasis palpebrarum novis epistola (1666).